# Кісач
Кісач (серб. Кисач) — приміське село в Сербії, приналежний до міської общини Нові-Сад Південно-Бацького округу в багатоетнічному, автономному краю Воєводина.

## Населення

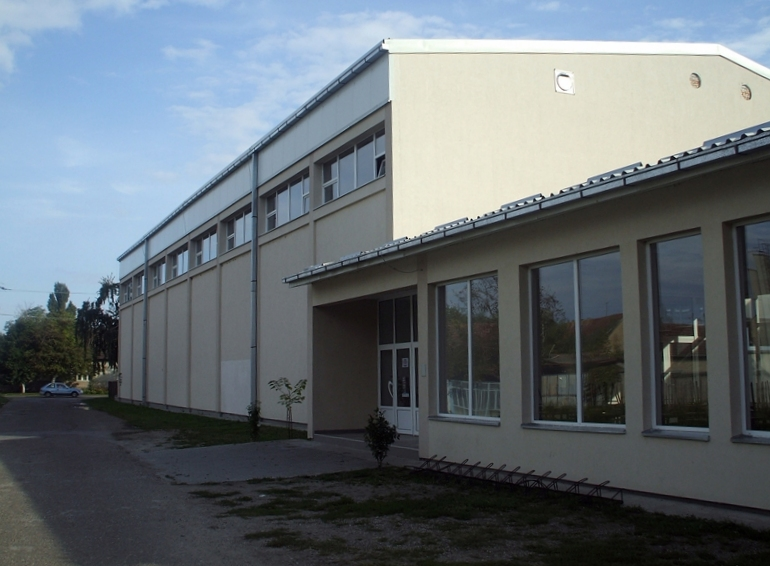
Спортивний зал

Населення села становить 5344 особи (2002, перепис), з них:
- словаки — 4505 — 82,34%;
- серби — 650 — 11,88%;

Решту жителів  — з десяток різних етносів, зокрема: чорногорці, хорвати, мадяри і до десяти русинів-українців, частина з яких вже асимілювалися.